# AI 안전 연구소
AI 안전 연구소(AISI, AI Safety Institute)는 일반적으로 가장 발전된 인공지능(AI) 모델, 즉 프런티어 AI 모델의 안전을 평가하고 보장하는 것을 목표로 하는 국가 지원 연구소이다.
AI 안전은 2023년에 주목받기 시작했으며, 특히 AI로 인한 잠재적 실존적 위험에 대한 공개 선언이 있었다. 2023년 11월 AI 안전 정상회의 기간 동안 영국(UK)과 미국(US)은 각자 AISI를 설립했다. 2024년 5월 AI 서울 정상회의 기간 동안 국제 지도자들은 영국, 미국, 일본, 프랑스, 독일, 이탈리아, 싱가포르, 대한민국, 호주, 캐나다 및 유럽 연합의 연구소들로 구성된 AI 안전 연구소 네트워크를 형성하기로 합의했다.

## 연혁
2023년, 영국의 총리 리시 수낵은 "영국을 글로벌 AI 안전 규제의 지적 중심지일 뿐만 아니라 지리적 중심지로 만들겠다"는 의사를 표명하고 AI 안전 정상회의 계획을 발표했다. 그는 AI 기업이 "스스로 숙제를 채점할 수 없다"며 독립적인 안전 평가의 필요성을 강조했다. 2023년 11월 정상회의 기간 동안 영국 AISI는 프런티어 AI 태스크포스의 발전 형태로 공식 설립되었고, 미국 AISI는 NIST의 일부로 설립되었다. 일본은 2024년 2월 AI 안전 연구소를 설립하며 뒤를 이었다.
폴리티코는 2024년 4월 많은 AI 기업들이 평가를 위해 가장 발전된 AI 모델에 대한 사전 배포 접근 권한을 공유하지 않았다고 보도했다. 메타의 글로벌 업무 사장인 닉 클레그는 많은 AI 기업들이 영국과 미국 AI 안전 연구소가 공통 평가 규칙과 절차를 마련하기를 기다리고 있다고 말했다. 실제로 2024년 4월 영국과 미국은 최소 한 번의 공동 안전 테스트에 협력하기로 합의했다. 당초 런던에 설립된 영국 AI 안전 연구소는 2024년 5월 많은 AI 기업들이 위치한 샌프란시스코에 사무실을 열 것이라고 발표했다. 영국의 기술부 장관인 미켈 도넬란에 따르면 이는 "AI 안전에 대한 새로운 국제 표준을 설정하기 위한" 계획의 일부이다.
2024년 5월 AI 서울 정상회의에서 유럽 연합과 다른 국가들은 자체 AI 안전 연구소를 설립하여 국제 네트워크를 형성하기로 합의했다.

## 영국
영국은 2023년 4월 프런티어 AI 태스크포스라는 안전 조직을 설립했으며, 초기 예산은 1억 파운드였다. 2023년 11월 영국 AISI로 발전했으며, 계속해서 이안 호가스가 이끌고 있다. AISI는 영국의 과학혁신기술부 소속이다.
영국의 AI 전략은 안전과 혁신 사이의 균형을 목표로 한다. 유럽 연합이 AI 법을 채택한 것과 달리, 영국은 조기 입법이 해당 분야의 성장을 저해하고 기술 발전에 의해 법이 구식이 될 수 있다고 판단하여 입법에 신중한 태도를 보이고 있다.
2024년 5월, 이 연구소는 AI 모델의 추론 능력과 자율성 정도를 평가하는 "Inspect"라는 AI 안전 도구를 오픈 소스로 공개했다.

## 미국
미국 AISI는 2023년 11월 NIST의 일부로 설립되었다. 이는 행정명령 14110 서명 다음 날에 이루어졌다. 2024년 2월, 조 바이든 전 경제 정책 고문인 엘리자베스 켈리가 책임자로 임명되었다.
2024년 2월, 미국 정부는 구글, 앤트로픽, 마이크로소프트 등 200개 이상의 조직을 재편성하는 미국 AI 안전 연구소 컨소시엄(AISIC)을 설립했다.
2024년 3월, 1천만 달러의 예산이 배정되었다. 관찰자들은 특히 미국에 많은 거대 AI 기업이 있다는 점을 고려할 때 이 투자가 상대적으로 적다고 지적했다. AISI를 운영하는 NIST 자체도 만성적인 자금 부족으로 알려져 있다. 바이든 행정부의 추가 자금 요청은 의회 예산 담당자들의 추가 예산 삭감으로 무산되었다.

## 인도
전자통신정보기술부는 2024년 10월 7일 메타 플랫폼스, 구글, 마이크로소프트, IBM, 오픈AI, 나스콤, 브로드밴드 인도 포럼, 소프트웨어 얼라이언스, 인도 공과대학교, 더 퀀텀 허브, 디지털 임파워먼트 재단, 액세스 나우와 협의회를 열고 AI 안전 연구소 설립과 관련하여 논의했다. 규제보다는 표준 설정, 위험 식별, 손상 감지에 중점을 두기로 결정했으며, 이 모든 것은 상호 운용 가능한 기술을 요구한다. AISI는 초기 예산으로 IndiaAI 미션의 안전 및 신뢰 기둥에 할당된 ₹20 크로르를 사용할 수 있다. 미래 자금은 IndiaAI 미션의 다른 구성 요소에서 조달될 수 있다.
유네스코와 MeitY는 2024년부터 인공지능의 안전 및 윤리 부문에서 AI 준비성 평가 방법론에 대한 협의를 시작했다. 이는 산업계에서 AI의 윤리적이고 책임 있는 사용을 장려하기 위함이다. 이 연구는 정부가 참여할 수 있는 영역, 특히 제도적 및 규제적 역량 강화를 위한 노력에서 정부가 관여할 수 있는 영역을 찾을 것이다.
전자통신정보기술부 장관 아슈위니 바이슈나우는 AI 모델의 윤리적이고 안전한 적용을 보장하기 위해 2025년 1월 30일에 인도AI 안전 연구소 설립을 발표했다. 이 연구소는 인도의 사회적, 경제적, 문화적, 언어적 다양성에 기반하고 인도 데이터 세트를 기반으로 하는 국내 연구개발을 장려할 것이다. 학술 및 연구 기관, 민간 부문 파트너의 도움을 받아 이 연구소는 IndiaAI 미션의 안전 및 신뢰 기둥 내에서 프로젝트를 수행하기 위해 허브 앤 스포크 방식을 따를 것이다.

## 같이 보기
- 파운데이션 모델
- 인공지능 규제